# Víctor Aristizábal
Víctor Hugo Aristizábal Posada (ur. 9 grudnia 1971 w Medellín) – piłkarz kolumbijski grający na pozycji napastnika.

## Kariera klubowa
Víctor Aristizábal pochodzi z Medellin i właśnie w drużynie z tego miasta, Atlético Nacional, rozpoczął piłkarską karierę. W lidze zadebiutował już w wieku 18 lat, w 1989 roku. Swój pierwszy sukces z tym klubem osiągnął jeszcze w tym samym roku, gdy jako członek kadry Atletico Nacional sięgnął po puchar Copa Libertadores, gdy klub z Medellin w finale okazał się lepszy od paragwajskiej Olimpii Asuncion. W tym samym roku wygrał ze swoim klubem także Copa InterAmericana. Kolejny sukces nadszedł 2 lata później, gdy Aristizábal już jako dojrzalszy piłkarsko zawodnik został pierwszy raz w karierze mistrzem Kolumbii. W 1993 roku popisał się wysoką skutecznością, gdy zdobył 20 goli w całym sezonie. Wyczyn ten spowodował, że Aristizábal szybko trafił do Europy. Zasilił wówczas szeregi hiszpańskiej Valencii, jednak w klubie tym nie zagrzał długo miejsca i po rozegraniu ledwie 7 meczów w lidze szybko wrócił do Medellin. Po powrocie zdobył kolejne mistrzostwo kraju, a w 1995 Copa Interamericana, a grał wówczas także w przegranym finale z brazylijskim Grêmio Porto Alegre.
Na początku 1996 roku Aristizábal trafił do Brazylii. Jednak jego pierwszy sezon w São Paulo FC nie był zbyt udany. Victor rozegrał ledwie 13 meczów i zdobył 5 goli, a ze swoją drużyną zajął 11. miejsce w lidze. W kolejnym sezonie jego zespół również nie odniósł sukcesu i zakończył go ledwie na 12. miejscu. W 1998 roku Kolumbijczyk przeszedł do Santos FC, gdzie grał jeszcze mniej jak w zespole São Paulo. Przez 2 sezony rozegrał ledwie 11 meczów i zdobył 2 gole i pod koniec roku wrócił do ojczyzny. W 2000 roku Aristizábal ponownie został zawodnikiem Atletico Nacional. W Kolumbii ponownie odzyskał skuteczność i zdobył 13 goli dla swojego klubu. W 2001 roku Victor grał dla Deportivo Cali. Doszedł z nim do decydującej o mistrzostwie fazy play-off, a przez cały sezon uzyskał 14 goli w lidze.
W 2002 roku Victor znów wyjechał z kraju. Został graczem Esporte Clube Vitória, z którym zajął 10. miejsce w lidze. Jeszcze przed końcem sezonu wyjechał do Kataru, do tamtejszego Al-Rajjan SC. Po grze w Katarze znów został piłkarzem brazylijskiego klubu, tym razem Cruzeiro EC. Zdobył aż 21 goli w lidze i był jednym z najskuteczniejszych zawodników swojego klubu i walnie przyczynił się do wywalczenia mistrzostwa Brazylii. W 2004 roku został piłkarzem Coritiba FBC (zajął z nią 12. miejsce) i po roku gry w tym klubie wrócił do ojczyzny.
Następne dwa sezony w karierze Aristizábal spędził w swoim macierzystym klubie, Atletico Nacional. W 2005 roku w wieku 34 lat został królem strzelców fazy Apertura (16 goli) i przyczynił się do wygrania tej fazy przez swój klub. Ogółem w lidze zdobył 25 goli, a w kolejnym sezonie 17, ale Atletico już nie powtórzyło sukcesu sprzed roku. W 2007 roku pomimo 36 lat Aristizábal nadal jest zawodnikiem pierwszego składu klubu z Medellin.
| Sezon   | Klub                       | Kraj      | Rozgrywki                       | Mecze | Bramki |
| ------- | -------------------------- | --------- | ------------------------------- | ----- | ------ |
| 1989    | Atlético Nacional          | Kolumbia  | Copa Mustang                    | ?     | ?      |
| 1990    | Atletico Nacional Medellin | Kolumbia  | Copa Mustang                    | ?     | ?      |
| 1991    | Atletico Nacional Medellin | Kolumbia  | Copa Mustang                    | ?     | ?      |
| 1992    | Atletico Nacional Medellin | Kolumbia  | Copa Mustang                    | ?     | ?      |
| 1993    | Atletico Nacional Medellin | Kolumbia  | Copa Mustang                    | 32    | 20     |
| 1993/94 | Valencia CF                | Hiszpania | Primera División                | 7     | 0      |
| 1994    | Atletico Nacional Medellin | Kolumbia  | Copa Mustang                    | 26    | 15     |
| 1995    | Atletico Nacional Medellin | Kolumbia  | Copa Mustang                    | 12    | 2      |
| 1996    | São Paulo Futebol Clube    | Brazylia  | Campeonato Brasileiro           | 13    | 5      |
| 1997    | São Paulo Futebol Clube    | Brazylia  | Campeonato Brasileiro           | 12    | 4      |
| 1998    | Santos FC                  | Brazylia  | Campeonato Brasileiro           | 4     | 1      |
| 1999    | Santos FC                  | Brazylia  | Campeonato Brasileiro           | 9     | 1      |
| 2000    | Atletico Nacional Medellin | Kolumbia  | Copa Mustang                    | 25    | 13     |
| 2001    | Atletico Nacional Medellin | Kolumbia  | Copa Mustang                    | 28    | 14     |
| 2002    | Esporte Clube Vitória      | Brazylia  | Campeonato Brasileiro           | 21    | 10     |
| 2002/03 | Al-Rajjan SC               | Katar     | Q-League                        | ?     | ?      |
| 2003    | Cruzeiro EC                | Brazylia  | Campeonato Brasileiro           | 36    | 21     |
| 2004    | Coritiba FBC               | Brazylia  | Campeonato Brasileiro           | 25    | 6      |
| 2005    | Atletico Nacional Medellin | Kolumbia  | Copa Mustang                    | 31    | 25     |
| 2006    | Atletico Nacional Medellin | Kolumbia  | Copa Mustang                    | 32    | 17     |
| 2007    | Atletico Nacional Medellin | Kolumbia  | Copa Mustang                    |       |        |
|         |                            |           | Łącznie w Primera División      | 7     | 0      |
|         |                            |           | Łącznie w Campeonato Brasileiro | 118   | 48     |

## Kariera reprezentacyjna
W 1992 roku Aristizábal był członkiem olimpijskiej reprezentacji Kolumbii na Igrzyska Olimpijskie w Barcelonie. Był tam podstawowym zawodnikiem, jednak nie pomógł zespołowi w wyjściu z grupy.
W pierwszej reprezentacji Aristizábal zadebiutował 24 lutego 1993 roku w zremisowanym 0:0 meczu z Wenezuelą. W 1994 roku został powołany przez selekcjonera Francisco Maturanę do kadry na Mistrzostwa Świata w USA, jednak nie zagrał na nich ani minuty. W 1998 roku Aristizábal znów był w kadrze na Mistrzostwa Świata. W pierwszym meczu turnieju z Rumunią (0:1) zagrał w podstawowym składzie, jednak w kolejnych: z Tunezją (1:0) i Anglią (0:2) wchodził na boisko jako rezerwowy. Kolumbia ostatecznie zajęła 3. miejsce i nie wyszła z grupy.
W swojej karierze Aristizábal ma także udział w turniejach Copa América. W Copa América 1993 wystąpił w 5 meczach i zdobył 1 gola (z Argentyną), a Kolumbia odpadła w ćwierćfinale. W Copa América 2001 wywalczył mistrzostwo kontynentu, a z 6 golami na koncie został królem strzelców turnieju. Reprezentacyjną karierę Aristizábal kończył w 2003 roku, 10 września w przegranym 0:4 wyjazdowym meczu z reprezentacją Boliwii, rozegranym w ramach eliminacji do Mistrzostw Świata 2006.
W reprezentacji Kolumbii Aristizábal rozegrał 66 meczów i zdobył 15 goli.

## Sukcesy
- Mistrzostwo Kolumbii: 1991, 2005 (Apertura) z Atletico Nacional
- Copa Libertadores: 1989 z Atletico Nacional
- Copa Interamericana: 1989, 1995 z Atletico Nacional
- Mistrzostwo Brazylii: 2003 z Cruzeiro
- Udział w MŚ: 199] (był w kadrze, ale nie grał), 1998
- Mistrzostwo Ameryki Południowej: 2001
- Król strzelców Copa América: 2001
- Król strzelców Copa Mustang: 2005 (Apertura)